# Shopping Night UK
 Shopping Night UK  (titolo originale Shopaholic Showdown) è stato un programma televisivo britannico di genere game show dedicato allo shopping, andato in onda su TLC e in Italia su Real Time nel 2013 e condotto da Holly Valance, Brix Smith-Start, Paul Hartnett e Jason Gardner.
La trasmissione è girata a Londra in un noto megastore, nel quale le quattro concorrenti devono vestirsi a seconda dell'occasione richiesta dai giudici. A giudicarle ci sono i tre giudici fissi più un giudice ospite, che varia di puntata in puntata. La concorrente che supera tutte le prove riceve come premio tutti gli abiti, scarpe e accessori utilizzati durante la puntata .

## Giudici
| Giudice          | Edizioni | Edizioni |
| Giudice          | 1        | 2        |
| ---------------- | -------- | -------- |
| Holly Valance    | Fisso    | Fisso    |
| Brix Smith-Start | Fisso    | Fisso    |
| Paul Hartnett    | Fisso    |          |
| Jason Gardner    |          | Fisso    |

- Holly Valance (edizione 1-2), nota cantante e attrice, è uno dei giudici fissi del programma fin dall'inizio;
- Brix Smith-Start (edizione 1-2), cantante e chitarrista del gruppo post-punk The Fall, è diventata successivamente presentatrice televisiva. È uno dei giudici fissi del programma fin dalla prima stagione;
- Paul Hartnett (edizione 1), fotografo, giornalista, scrittore ed editore, è stato uno dei giudici per la prima edizione di Shopping Night UK;
- Jason Gardner (edizione 2), giornalista di moda e scrittore, è entrato nel cast dello show a partire dalla seconda edizione, sostituendo Paul Hartnett.

## Svolgimento della puntata
In ogni puntata le quattro concorrenti, seguendo le direttive dei giudici, devono creare degli outfit per una determinata occasione. La gara è divisa in tre fasi. In ogni fase le concorrenti hanno 20 minuti per creare un outfit. Dopo le prime due fasi due concorrenti lasciano la gara. Inoltre nella seconda fase le concorrenti possono portare nel camerino solo 10 articoli. Nella terza fase, le ultime due concorrenti, oltre ad avere 20 minuti per l'outfit ne hanno altrettanti per trucco e capelli. La concorrente che supera tutte le prove si porta a casa tutto quello che ha indossato fino a quel momento.

### Evoluzione del programma
Il primo cambiamento del programma lo si trova in uno dei giudici, in quanto Jason Gardener prende il posto di Paul Hartnett. Durante ogni fase, un filmato mostra due possibili outfit che si adattano al tema proposto dai giudici, indicando quali sono i "must" da usare.

## Ospiti delle puntate
In questo elenco sono indicati gli ospiti che hanno partecipato al programma:
- Adriana Abascal
- Caprice Bourret
- Lydia Bright
- Kelly Brook
- Abbey Clancy
- Carla Gozzi[2]
- Olcay Gulsen
- Jess Morris
- Jonathan Phang
- Lisa Snowdon
- Karen William
- Grace Woodward

## Stagioni
| Stagione | Puntate | Dal             | Al               |
| -------- | ------- | --------------- | ---------------- |
| 1        | 6       | 6 febbraio 2013 | 13 marzo 2013    |
| 2        | 10      | 9 ottobre 2013  | 11 dicembre 2013 |